# Bardi (cognome)
Bardi è un cognome di lingua italiana.

## Varianti
Bardacci, Bardani, Bardella, Bardelli, Bardellini, Bardelloni, Bardiani, Bardini, Bardino, Bardo, Bardotti, Pardelli, Pardi, Pardini, Pardo, Parducci.

## Origine e diffusione
Cognome tipicamente centrale, è presente prevalentemente in Toscana e Umbria.
Potrebbe derivare dal prenome Bardo o da un toponimo, dal celtico bardd, "cantore", o essere ipocoristico di cognomi quali Bernardi, Berardi, Longobardi e Leopardi. Alternativamente, potrebbe derivare dal germanico parda, "scudo".
La variante Pardi è panitaliana; Pardini è ligure e toscano.

## Persone
- Lucio Bardi – chitarrista italiano
- Mario Bardi – pittore e artista italiano
- Pietro Maria Bardi – giornalista, gallerista, critico d'arte italiano
- Bardi (famiglia) – famiglia fiorentina